# Isola Bella
Isola Bella, Isola Bela en dialecto local se encuentra en el lago Maggiore, forma parte del grupo de las llamadas Islas Borromeas y se encuentra en el golfo dedicado a la conocida familia que aún lo posee, a unos 400 metros de la costa de Stresa. Mide 320 metros de largo por 180 metros de ancho y está ocupado en gran parte por el jardín italiano del palacio Borromeo, que ocupa la costa sureste de la isleta.

## Historia

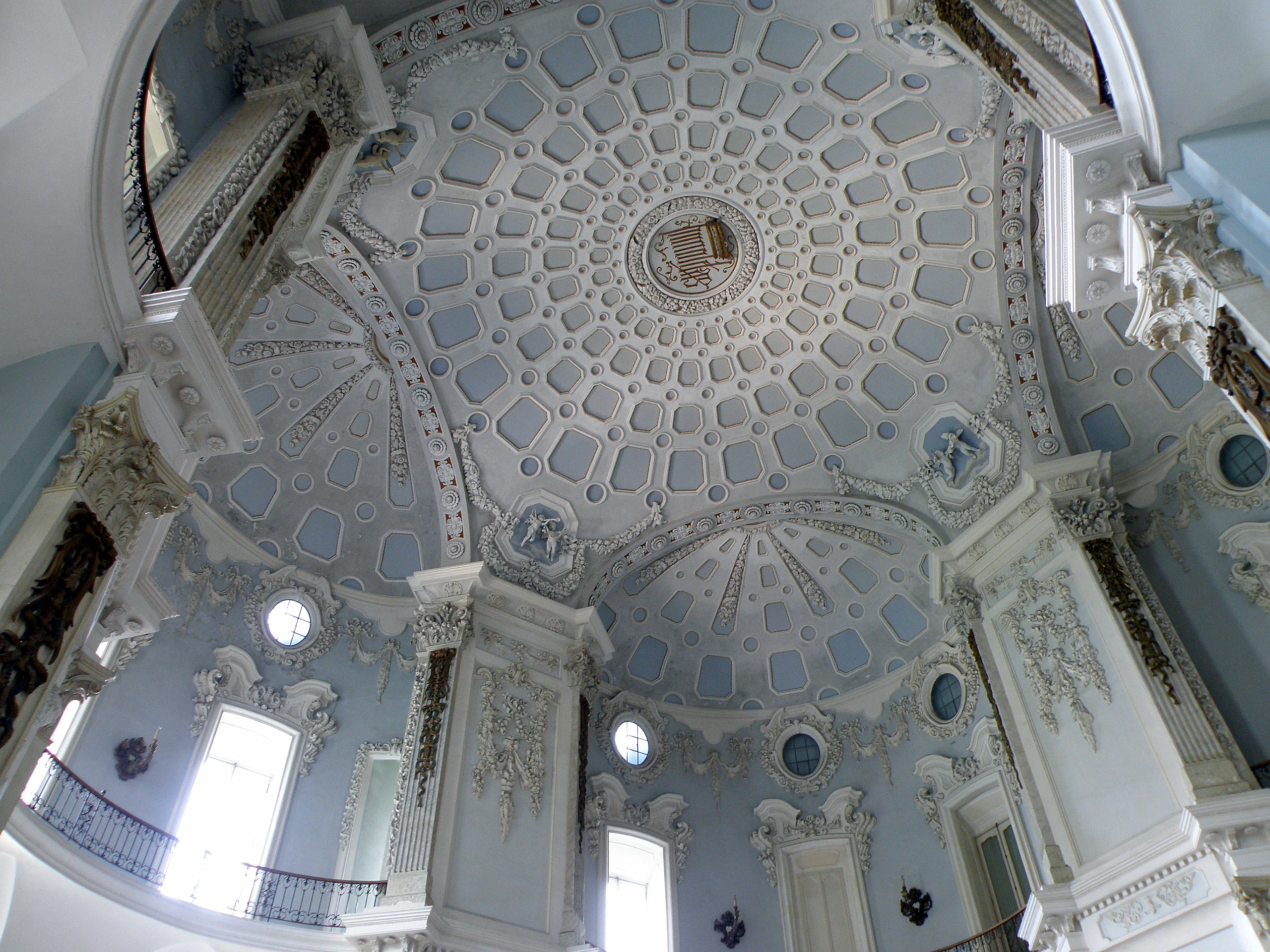
el palacio borromeo

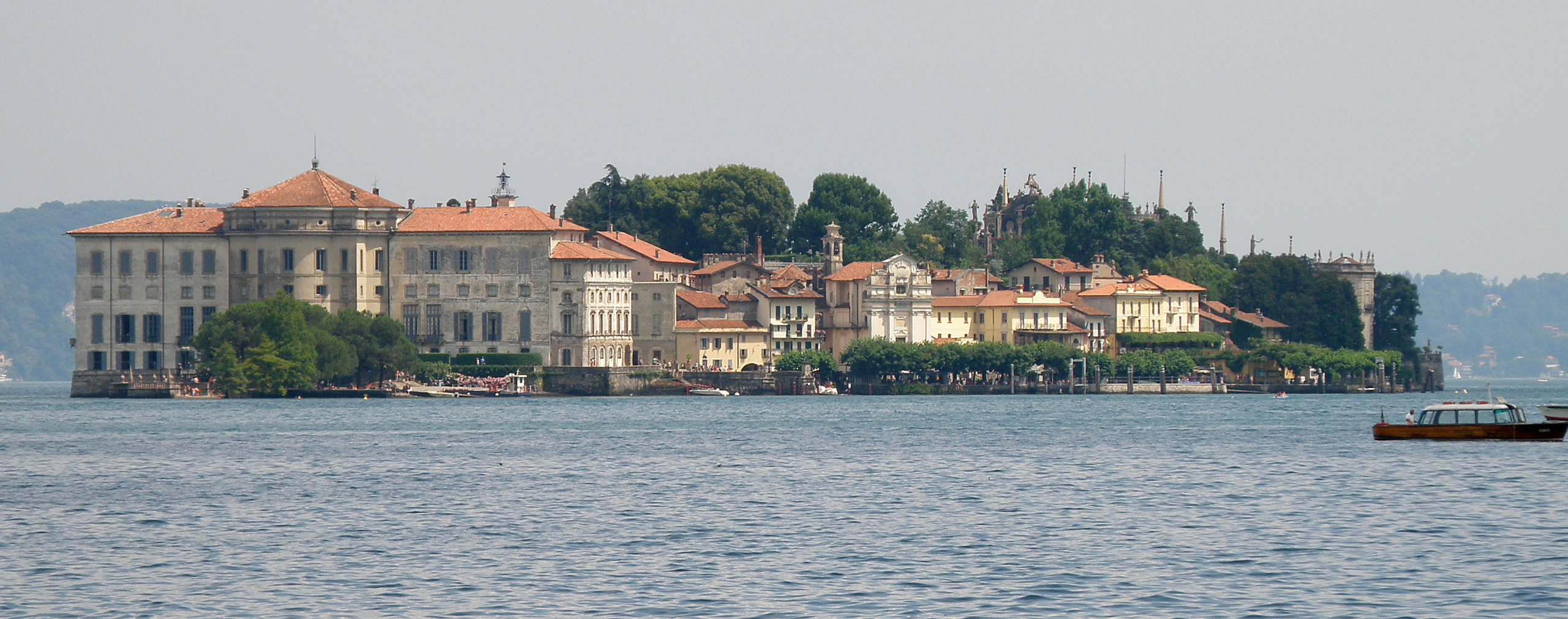
Vista del palacio Borromeo desde el lago

Hasta 1632, la isla inferior o "isla de abajo" era un acantilado rocoso ocupado por un pequeño pueblo de pescadores con dos iglesias, una dedicada a San Vittore, presente desde el siglo XI, la otra a San Rocco. La familia Borromeo, cuyo nombre inicial era Vitalani (procedían de la localidad homónima en el área de Padua), tuvo en feudo de los Visconti, en el siglo XV y en varias fases, toda esta área del lago Maggiore, que fue precisamente llamado "Golfo Borromeo". Vitaliano I Borromeo fue el primero en concebir el proyecto de un increíble palacio en Isola Bella, que se construyó más tarde, sobre todo a partir de 1632: en ese año Carlos III Borromeo inició la construcción de un grandioso palacio dedicado a su esposa, Isabella D'Adda, encomendando la obra al diseñador milanés Angelo Crivelli, quien también se encargó del diseño básico de los jardines. Las obras sufrieron un parón a mediados del siglo XVII debido a la grave epidemia de peste que se desató en el Ducado de Milán.

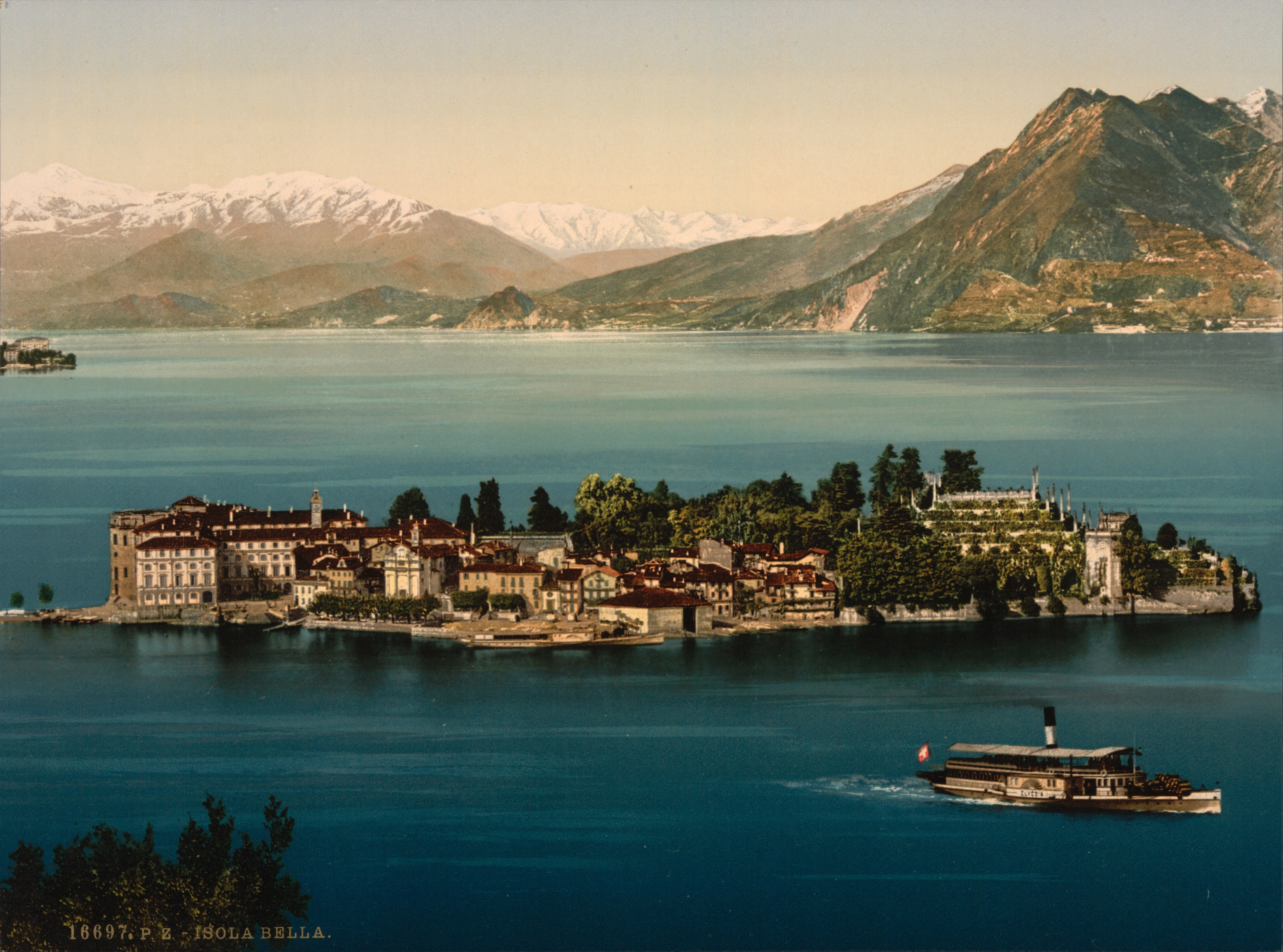
La isla entre 1890 y 1900

La construcción recobró impulso cuando la isla pasó a manos de sus hijos, el cardenal Giberto III  y Vitaliano VI, este último con el apoyo económico de su hermano, confió la finalización de las obras al arquitecto ticino Carlo Fontana e hizo de la villa un lugar de fiestas suntuosas y representaciones teatrales para la nobleza europea. Francesco Maria Richini también trabajó en el palacio, y el escultor milanés Giuseppe Vismara intervino para los jardines. En la época neoclásica, a finales del siglo XVIII, también trabajó allí Giuseppe Zanoja, diseñador del salón de baile.
Su sucesor, su sobrino Carlos IV, se encargó de la finalización de los jardines que se inauguraron en 1671. Se reestructuró la isla para transformarla en un barco fantástico, en el que la parte del palacio era la proa y la parte de los jardines aterrazados, sobre lo que se llama un anfiteatro o castillo,quizás por el recuerdo del castillo medieval existente, la popa. De hecho, el proyecto preveía un largo rellano, que no se completó en su totalidad, frente al edificio en la parte oeste.

### Invitados
Las invitados más ilustres de la isla se remontan al período de Giberto V Borromeo , desde Napoleón con su esposa Giuseppina di Beauharnais hasta la Princesa de Gales Carolina de Brunswick . Este último se quedó allí dos veces: en 1797, durante la primera campaña de Napoleón en Italia, y luego volvió, enamorado del lugar, en 1805 . De estos salones tenemos la habitación de Napoleón, amueblada con muebles de estilo Imperio. Sobre la primera esposa de Napoleón, cuenta una anécdota que, enamorándose del lugar, hizo todo lo posible para persuadir a los Borromo de que vendieran la Isola Madre o, menos probablemente,los castillos de Cannero . Encontró la negativa de la familia Borromeo, pero pudo consolarse dignamente con la espléndida Villa d'Este en Cernobbio, en el lago de Como .

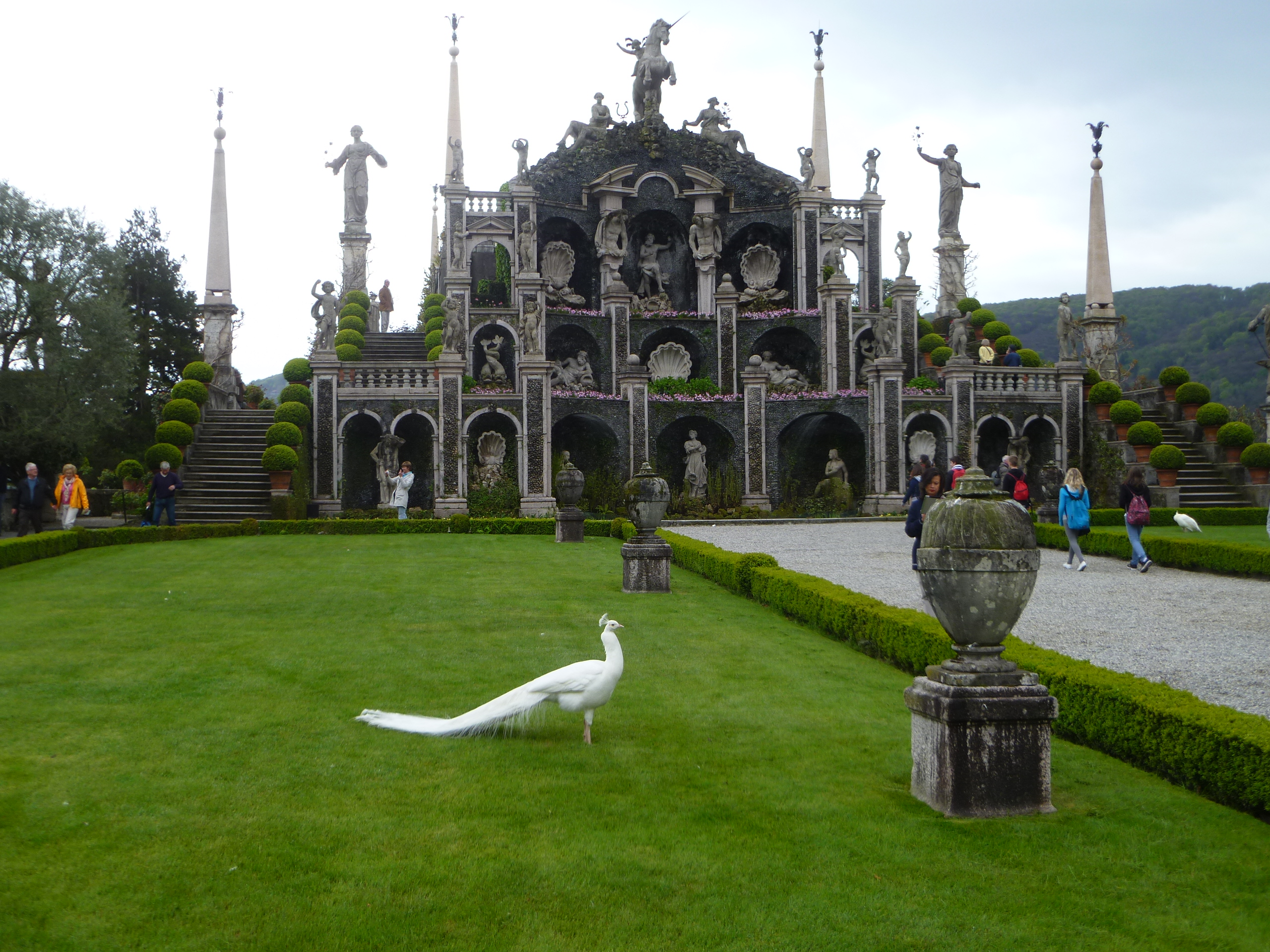
El jardín

### Eventos históricos
Además del paso de Napoleón, la villa Borromeo en Isola Bella fue también el lugar, del 11 al 14 de abril de 1935, del encuentro entre Mussolini, Pierre Laval y MacDonald, de la conferencia de Stresa, destinada a mantener el orden político frente a del Anschluss alemán . Estos representantes estatales se reunieron en el gran salón y llegaron a establecer los llamados “acuerdos de Stresa”.

## Descripción
El palacio, abierto a los visitantes, muestra sus salones y estancias en la planta noble, construida entre los siglos XVII y XIX, y en la parte inferior las cuevas, que tanto encandilaron a Stendhal . En el interior hay pinturas de Cerano, Francesco del Cairo, Giordano en la sala llamada La habitación de Giordano, son El juicio de Paris, Europa secuestrada por Júpiter transformado en Tauro, El triunfo de Galatea, de Salvator Rosa, del flamenco Muller llamado il Tempesta (artista acogido durante mucho tiempo por la familia Borromeo, sus mecenas, que también lo habían salvado del juicio por intento de asesinato de su esposa), de Nuvolone, de Francesco Zuccarelli, etc. Para recordar la galería de tapices, llamada así por sus enormes tapices flamencos, seis en total, del siglo XVI, en seda y oro, cuyo tema recurrente es el Unicornio, emblema de los Borromeo. En los ambientes muy particulares de las cuevas, cubiertas de piedras y conchas de una variedad infinita de tipos, también se encuentran restos arqueológicos de la Cultura prehistórica de Golasecca.
También vale la pena mencionar los jardines botánicos con una increíble variedad de plantas exóticas. En ellos la parte superior es la denominada "anfiteatro", dado que aquí se realizaban las representaciones escénicas que apasionaban a la familia Borromeo. Aquí hay varias estatuas, algunas realizadas por el mismo diseñador, el Vismara.

## Literatura
Isola Bella concluye con la novela Piccolo Mondo Antico de Antonio Fogazzaro, escritor de Vicenza.

## Relevancia naturalista
Desde tiempos históricos, la isla ha albergado una de las dos colonias italianas de murciélagos Myotis capaccinii, una especie rara y protegida

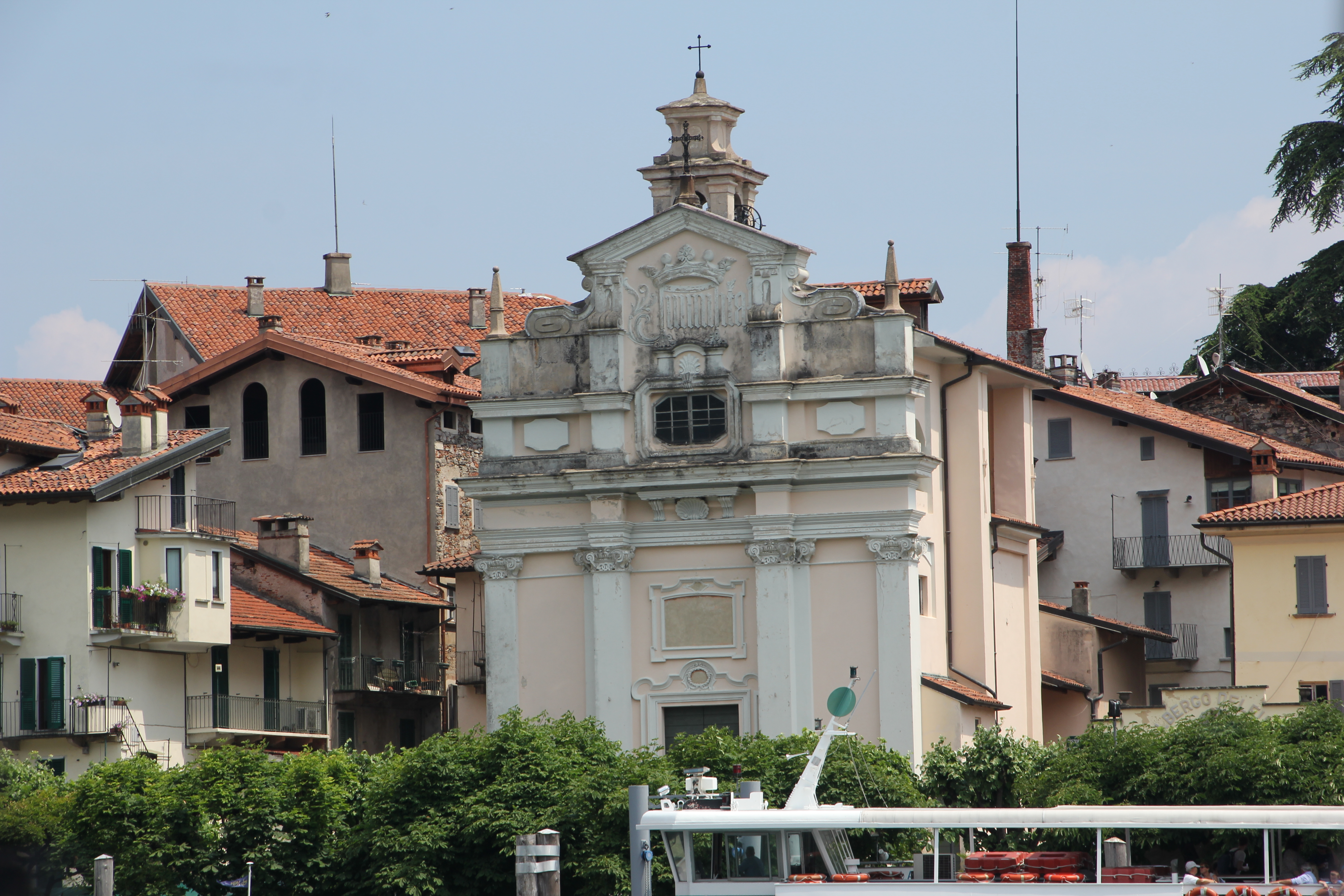
- la iglesia de San Vittore